# 보비 브라운
로버트 바리스포드 브라운 시니어(영어: Robert Barisford Brown Sr., 1969년 2월 5일 ~ )은 미국의 가수, 작곡가이다. 그는 그래미 어워드에서 '베스트 알엔비 싱어, 싱어송라이터 상'과 댄서상을 수여받았으며, 지금까지의 그의 히트 싱글들은 모두 빌보드 10위권 안에 진입했다. 그는 휘트니 휴스턴과 결혼했으나, 2007년 이혼했다. 현재까지 휘트니 휴스턴, 자 룰, 알 켈리, 디디, Jimmy Jam and Terry Lewis 등과 작업을 했다.

## 앨범
- 1986: King Of Stage
- 1988: Don't Be Cruel
- 1992: Bobby
- 1997: Forever

## 영화
- 2016: 센트럴 인텔리전스
- 2018: 휘트니 - 본인 역 (다큐멘터리)